# أنا تروخا
أنا تروخا (بالإسبانية: Ana Torroja)‏ (بالإسبانية: أنا تروخا) مطربة موسيقى البوب الأسبانية، ولدت في مدريد في 28 من ديسمبر عام 1959 . كانت المطربة الرئيسية لفريق ميكانو بجانب الأخوين ناتشو وخوسيه ماريا كانو، حيث استطاعوا أن يحققوا نجاح مذهل في إسبانيا والعديد من البلدان الأخرى . من أكثر أعمالها نجاحاً : ابتسامة و قلوب وابن القمر.

## روابط خارجية
- أنا تروخا على موقع IMDb (الإنجليزية)
- أنا تروخا على موقع ميوزك برينز (الإنجليزية)
- أنا تروخا على موقع أول ميوزيك (الإنجليزية)
- أنا تروخا على موقع ديسكوغز (الإنجليزية)
- أنا تروخا على موقع قاعدة بيانات الفيلم (الإنجليزية)